# Jošija
Jošija (hebr. יֹאשִׁיָּהוּ; grč. Ιωσιας) bio je kralj Judejskog kraljevstva od 640. – 609. pr. Kr. koji je proveo religijsku reformu, unificirao kult i centralizirao bogoslužje u Jeruzalemu.

## Povijesne datosti Jošijinog kraljevanja
Jošija je naslijedio svog oca Amona (642. – 649.) kojeg su neprijatelji ubili u zavjeri. No, kako je «narod zemlje» bio odan davidovskoj lozi, ustao je protiv zavjerenika i postavio na prijestolje njegova sina. Jošiji je tada bilo osam godina, a u Jeruzalemu je kraljevao 31 godinu. Majka mu se zvala Jedida i njezina uloga kao kraljice-majke bila je značajna. U njegovo vrijeme Asirija naglo slabi i to će omogućiti mladom kralju da provede reformu i obnovi državu. Iako Biblija ništa ne govori o unutarnjoj svjetovnoj politici ovog kralja, ipak se može zaključiti da je, paralelno s religijskom reformom, sigurno moralo doći do državnog preporoda. Isto tako sigurno je da se u njegovo doba Judejsko kraljevstvo i teritorijalno širilo, premda su nam točne granice još uvijek nepoznate. No, sama vojska bila je neorganizirana i to nam pokazuje bitka kod Megida 609. pr. Kr. u kojoj je pao sam Jošija. Naime, Egipat je bio vladajuća velesila ovog područja, te je nastojao održati ravnotežu sila u Mezopotamiji, i zato je faraon Neko pošao u pomoć Asircima. Ova vojna imat će za posljedicu ne samo Jošijinu smrt nego i propast reforme, a kasnije i pad Judejskog kraljevstva.

## Jošijino mjesto i uloga u Bibliji
Druga knjiga o Kraljevima (2 Kr 22-23) i Ljetopisa (2 Ljet 33-35) govore o ovom kralju i njegovoj ulozi u povijesti Izraela. Iako mlad, bio je jako aktivan i predstavlja idealnog kralja. Za njegova kraljevanja djelovali su proroci Nahum i Sefanija. Jošija se nije brinuo samo za materijalnu obnovu nego i za duhovnu. 628. pr. Kr., dvanaeste godine svog vladanja, počinje reformu i daje obnoviti Salomonov hram. Reforma se prvenstveno sastojala u odstranjivanju asirskog i kanaanskog kulta i odbacivanju strane dominacije, osobito kad je prilikom obnove Salomonova hrama pronađena «Knjiga zakona». Bibličari smatraju da je ta knjiga zapravo Deuteronomijski zakonik (Pnz 12-26) koji je sadržavao pravnu tradiciju Kraljevstva Izrael, a donijeli su ga leviti izbjeglice u doba pada Samarije 721. pr. Kr. Očito je bio odložen u Hramu, zanemaren i napokon zaboravljen. Hulda, službena proročica u Izraelu, po pronalasku je svitka Zakona predložila da se provede sveopća narodna obnova. I time je započela radikalna i opća reforma u kojoj se ujedno krije pokušaj organizacije države po teokratskom uređenju. Bilo je to u osamnaestoj godini Jošijina vladanja. Naime, to neočekivano otkriće u njemu je potaklo odlučnost da reformu sprovede, pa bilo to i silom. Tako je naredio da se narod okupi u Hramu i da se pročita Zakon, nakon čega je obnovio savez s Gospodinom, obvezujući svoj narod i sebe na obdržavanje zapovijedi. A po zaključivanju saveza uslijedilo je brutalno odstranjivanje svih stranih kultova (npr. Kemoš). Tako Jahve postaje jedinim gospodarom hrama, a Jeruzalem kultno središte. Određen je i datum slavljenja Pashe, i sprovedena narodna obnova. Sve, počevši od obnove Salomonova hrama, pokušaja obnove izraelske mornarice, pa do unificiranja kulta i centraliziranja bogoslužja u Jeruzalemu, upućuje na to da je Jošija želio uspostaviti negdašnju slavnu monarhiju. No, sve su nade pale njegovom tragičnom pogibijom u bitci kod Megida 609. pr. Kr. Njegova smrt zbunila je sav narod koji se pitao zašto je Gospodin dopustio pad njegova vjernog sluge? Jedni su smatrali da je posrijedi bila Baalova osveta, drugi Gospodinovo neslaganje sa silovitošću kojom je provedena reforma. Bilo kako bilo, to je značilo kraj reforme i početak kraja Judejskog kraljevstva. Očito je reforma došla prekasno, i bilo je potrebno sužanjstvo za potpuno očišćenje jahvizma.
Vrhunska točka cijele povijesti izraelskih kraljeva nakon Davida zacijelo je Jošija i njegova religijska reforma, koja je nadahnuta pronalaskom Ponovljenog zakona. Nezaobilazno je Jošiju istaknuti kao duhovnog i materijalnog obnovitelja izraelskog naroda, tim više što su njegovi nasljednici bili bezbožni i svojim postupcima požurili propast.